# ウィリアム・エドワーズ (初代ケンジントン男爵)
初代ケンジントン男爵ウィリアム・エドワーズ（英語: William Edwardes, 1st Baron Kensington、1711年ごろ – 1801年12月13日）は、イギリスの政治家、貴族。庶民院議員を通算50年以上務めた（在任：1747年 – 1784年、1786年 – 1801年）が、演説の記録は1度もなく、政府への反対票もなかったとされる。

## 生涯
フランシス・エドワーズと妻エリザベス（Elizabeth、旧姓リッチ、1725年5月14日没、第5代ウォリック伯爵ロバート・リッチの娘）の次男として、1711年ごろに生まれた。1725年12月15日に父が死去すると、ハヴァーフォードウェストの地所を継承、1738年3月18日に兄エドワード・ヘンリーが死去すると、ケンジントンでの不動産を含むウォリック伯爵家の旧領を継承した。1745年よりヘンリー・フォックス（のちの初代ホランド男爵）にケンジントンのホランド・ハウスを賃貸し、1768年には売却した。
1747年イギリス総選挙でハヴァーフォードウェスト選挙区から出馬した。第2代エグモント伯爵ジョン・パーシヴァルの選挙区調査によれば、ハヴァーフォードウェストではエドワーズ家の勢力が一番強く、次いでフィリップス家が勢力を有しており、1747年の選挙ではエドワーズが当選した。エドワーズがハヴァーフォードウェストで当選し、その代償としてカウンティ選挙区であるペンブルックシャー選挙区でフィリップスを支持することが慣例になっていたため、エドワーズは1754年、1761年、1768年、1774年、1780年の総選挙で再選した。
トーリー党所属とされ、初当選直後には内閣より「反対派」（against）と分類された。ホイッグ党所属のフォックスも1755年にそのように判断したが、初代ニューカッスル公爵トマス・ペラム＝ホリスは1761年にエドワーズをフォックス派と分類した。フォックスは実際にエドワーズの七年戦争の予備講和条約（1763年）への支持、グレンヴィル内閣（1763年 – 1765年）への支持をとりつけた。ノース内閣期では1779年まで登院が少なかったものの、1772年に王室結婚法を支持、1780年から1782年までは常に与党に同調して投票した。シェルバーン伯爵内閣のアメリカ独立戦争予備講和条約（1782年）、チャールズ・ジェームズ・フォックスの東インド法案（1783年）にも賛成を投じ、フォックス＝ノース連立内閣が崩壊して第1次小ピット内閣が成立すると小ピット内閣を支持した。1776年7月28日、アイルランド貴族であるケンジントン男爵に叙された。
1784年イギリス総選挙では初代ミルフォード男爵リチャード・フィリップスがペンブルックシャーで落選して、ハヴァーフォードウェストで選挙活動を始めたため、ケンジントン男爵は立候補辞退を余儀なくされた。1786年にペンブルックシャーの現職議員が死去すると、ミルフォード男爵はペンブルックシャーでの補欠選挙に出馬するために議員を辞任、ケンジントン男爵は同年2月に行われたハヴァーフォードウェストの補欠選挙で当選して議員に復帰した。これによりエドワーズ家とフィリップス家の慣例が復活し、ケンジントン男爵は1790年と1796年の総選挙で再選した。
長年にわたる議員生涯だったが、演説の記録はなく、政府への反対票もなかったとされる。議員を務める目的の1つに貴族への叙爵があり、1776年にアイルランド貴族への叙爵に成功したが、グレートブリテン貴族への叙爵は1779年、1794年、1796年など繰り返して申請したにもかかわらず失敗に終わった。ケンジントン男爵が「確実な一票としてしか有用でない」（only valuable as a sure vote）と評されたほか、1777年に生まれた息子が未成年で、ケンジントン男爵に選挙戦を挑める力がないことが失敗の理由とされた。
晩年には庶民院最高齢になり、議会の父と呼ばれるようになったが、登院が困難になり、1793年3月には庶民院の入り口が閉ざされた数分後にロビーに到着し、無断欠席を理由とする逮捕令が出された。このときは小ピットのとりなしで懲罰を免れた。1797年には死の床にあると報じられ、ミルフォード男爵が小ピットへの手紙でグレートブリテン貴族への叙爵を条件としてハヴァーフォードウェストの議席を小ピット派議員に譲ることを提案した。そのため、ミルフォード男爵はケンジントン男爵に議員を辞任するよう圧力をかけたが、ケンジントン男爵は最後まで抵抗した。
1801年12月13日にペンブルックシャーのジョンストンで死去、息子ウィリアムが爵位を継承した。

## 家族
1人目の妻レイチェル（Rachel、1760年8月14日没、オーウェン・エドワーズの娘）との間に子供はなかった。1762年6月10日、エリザベス・ウォレン（Elizabeth Warren、1741年ごろ – 1814年11月18日 ハヴァーフォードウェスト、ウィリアム・ウォレンの末娘）と再婚、1男をもうけた。
- ウィリアム（英語版）（1777年4月24日 – 1852年8月10日） - 第2代ケンジントン男爵[3]